# Szentendre tömegközlekedése
Szentendre tömegközlekedése a Volánbusz helyközi és helyi járataiból, illetve a H5-ös HÉV-ből áll.

## Története
1978-ban az új Dunakanyar körút alatt a belváros felé vezető gyalogos aluljáró épült és a buszpályaudvar első ütemét is ekkor adták át. Onnan a Volánbusz helyközi járataival egyéb városokba, községekbe lehet eljutni (például Leányfaluba, Tahitótfalura, Pócsmegyerre, Visegrádra, Esztergomba stb.). A helyi autóbusz-közlekedés egy részét (a Pismányba, Izbégre, a Szabadtéri Néprajzi Múzeumhoz vezető járatokat, és néhány, a Püspökmajori lakótelepre közlekedő járatot) 2012. december 1. és 2014. november 30 között a HOMM Kft. látta el, a Volánbusz alvállalkozójaként. 2014. december 1-jétől 2015. november 30-ig ideiglenesen a Volánbusz látta el a helyi autóbusz-közlekedést. 2015. december 1. óta Szentendrén nem üzemelnek helyi járatok, a városon belüli viszonylatokat integrálták az Újpest-Városkapu autóbusz-állomásról a Dunakanyar irányába tartó helyközi közlekedésbe.

## Viszonylatok
Szentendrén összesen nyolc helyi autóbusz, tizenkét elővárosi busz, egy éjszakai busz és egy helyiérdekű vasút (H5) látja el a város és környékének közösségi közlekedési feladatait:
- Elővárosi autóbusz járatok: 869, 870, 872, 880, 882, 884, 889, 890, 893, 895, 898

- Helyi autóbusz járatok: 873, 874, 875, 876, 878, 879

- Időszakos autóbusz járatok: 868, 883

- Éjszakai autóbusz járat: 943 (BKK)

- H5-ös HÉV: megállók: Szentendre HÉV-állomás és Pannóniatelep

## Járművek
Szentendre, és a 11-es út járatainak járműállománya:
- Credo Econell 12 (2019), alacsony belépésű szóló autóbusz
- Volvo 7700A (2007), alacsony padlós csuklós autóbusz: 6 darab
- MAN Lion's City G A23 (2021), alacsony padlós csuklós autóbusz: 10 darab

Az üzemidején kívül nem mindegyik busz "alszik" Szentendrén, akadnak külső telephelyre állomásított kocsik. Ilyen például: Esztergom (1 db MAN Lion's City G A23), Pilismarót (3 db MAN Lion's City G A23), Dunabogdány / Tahitótfalu (4 db Volvo 7700A).
A tartalék járműveket a csuklós MAN-ek érkezésével felszabaduló csuklós Volvó, illetve szóló Credo Econell-ek biztosítják.
Napi egy pár 880-as járatra anno egy ex Vértes Volán (később KNYKK Zrt., ma már Volánbusz) színeiben közlekedő Volvo 7700A típusú csuklós busz is beforgott. Az utóbbi években azt is egy sárga csuklós MAN, hétvégente pedig egy Credo Econell 18 Next váltotta. Gyakran azonban a fentebb említett jármű helyettesíti őket. (KMB-042 frsz.) Üde színfoltot képez a sok sárga és fehér színű járgány között a csuklós piros busz.

## Galéria

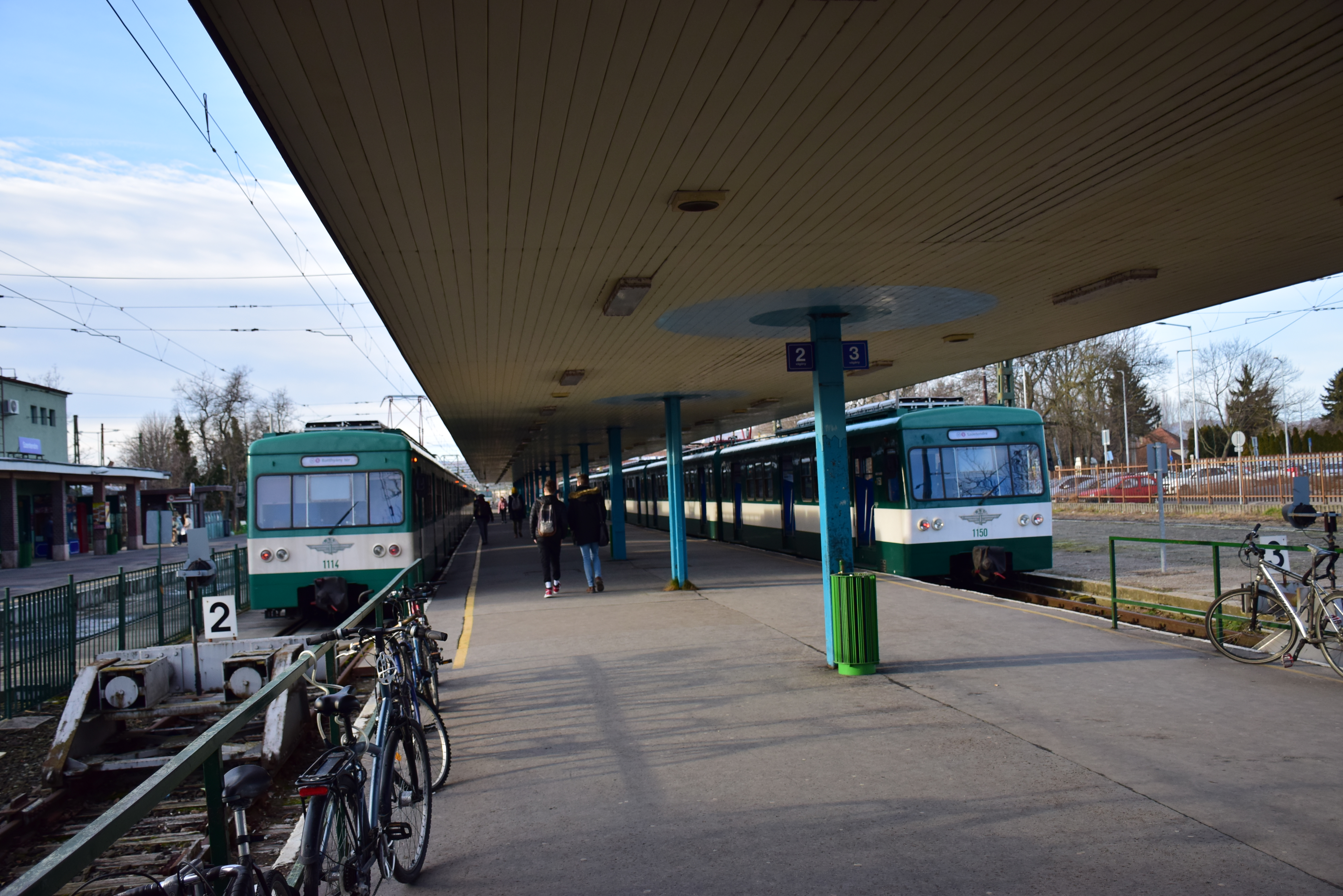
Szentendre HÉV-állomás
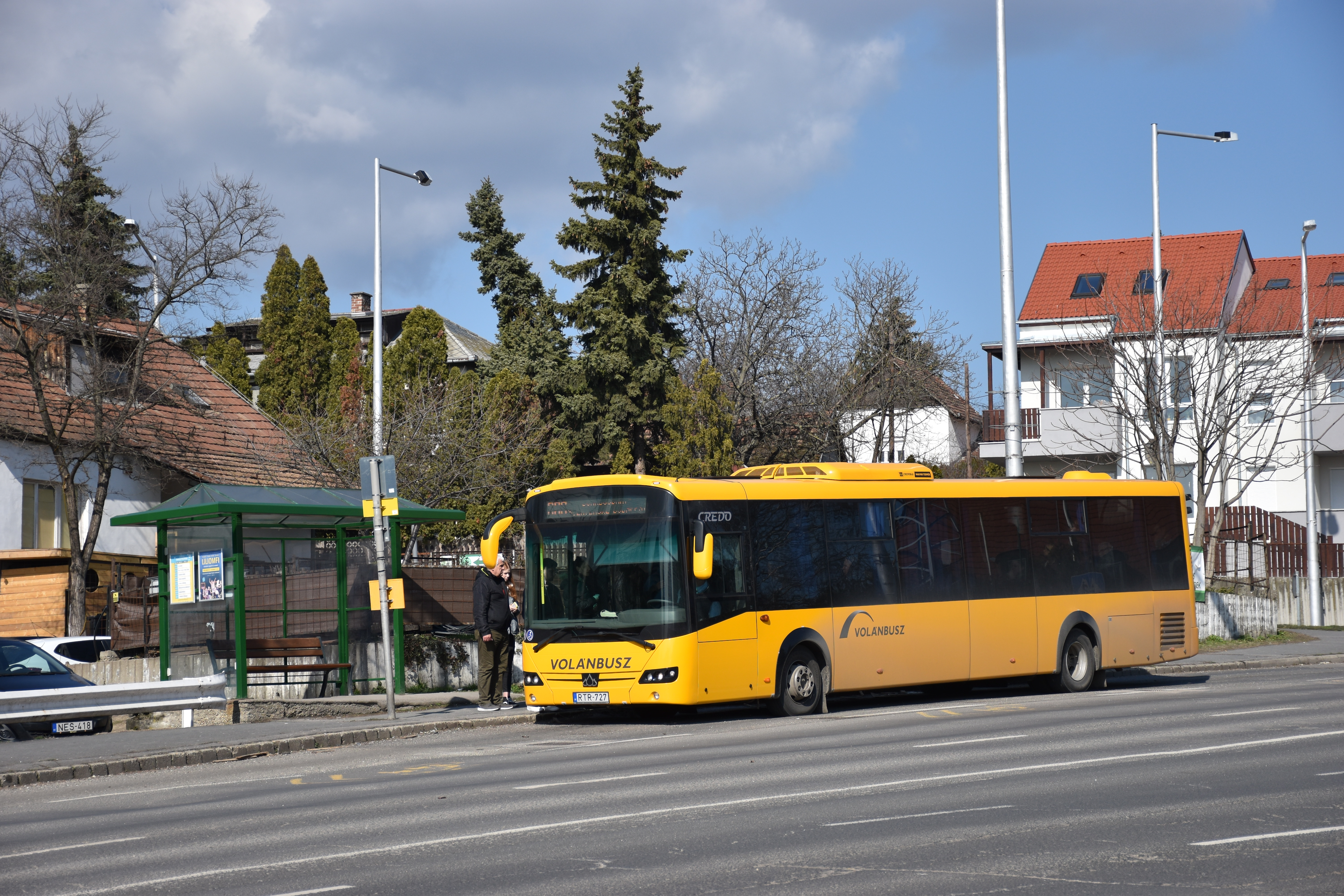
Credo Econell az Izbégi elágazás megállóban
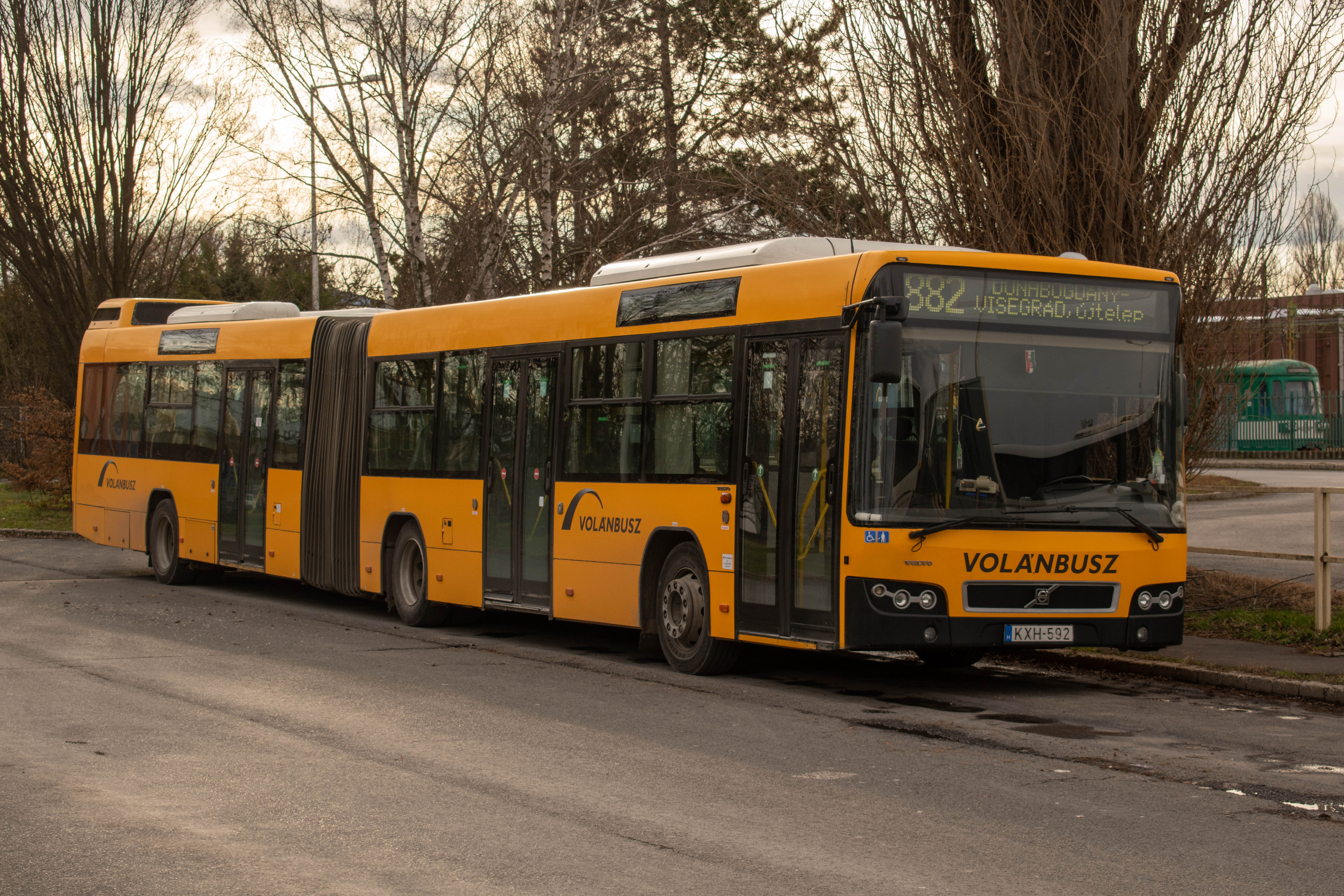
Volvo 7700A
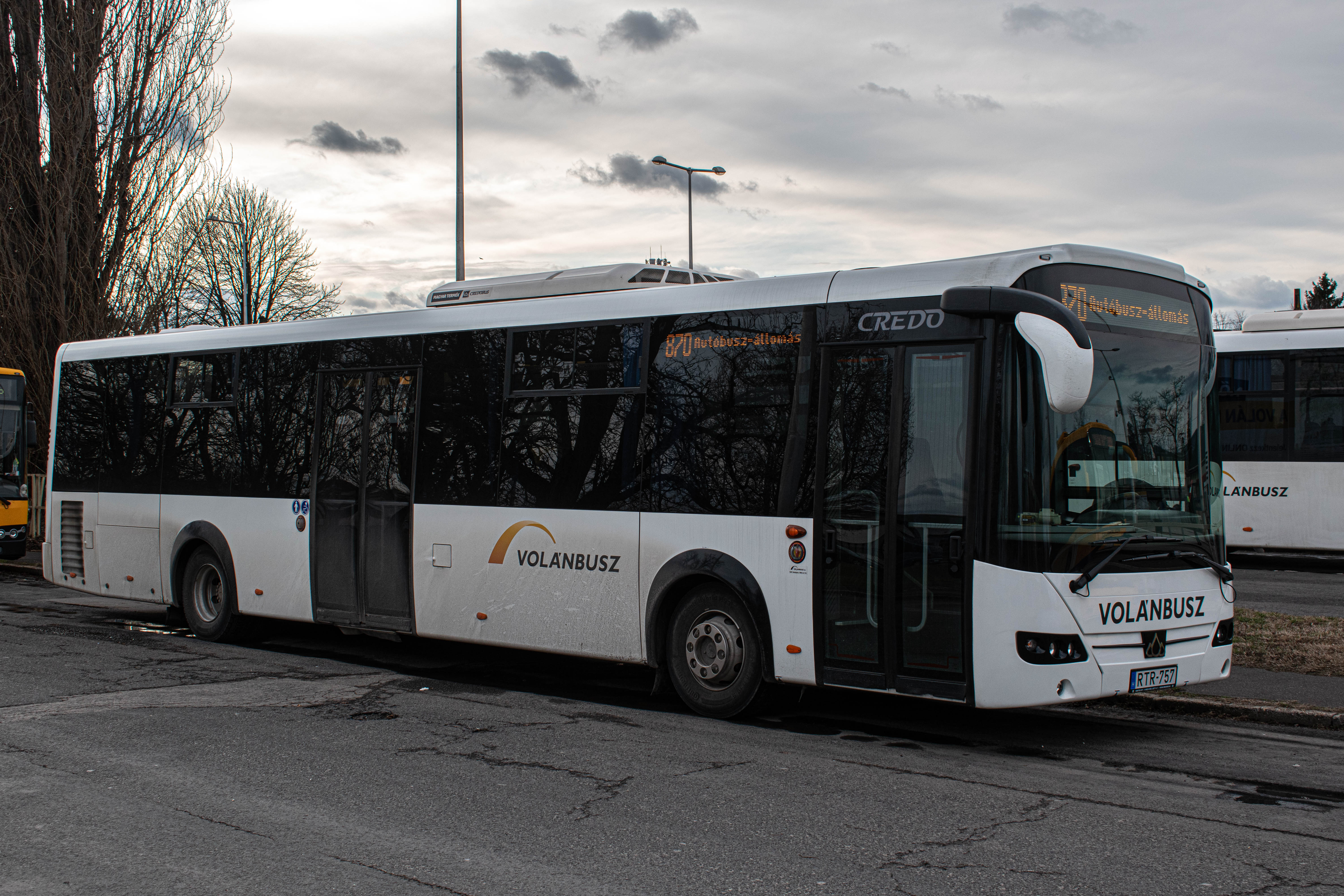
Credo Econell 12
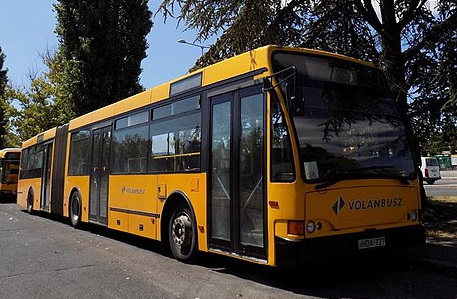
Rába Contact 292